# Veia toracoepigástrica
A veia toracoepigástrica é uma veia do tórax.